# Kazoo or die!
Kazoo or die! je jedenácté studiové album české punk-rockové kapely Totální nasazení. Album vyšlo v roce 2019. Na albu se podíleli všichni členové kapely, tedy Svatopluk Šváb, Karel Máša, Pavel Pešata a Petr Žák.

## Seznam skladeb
| Pořadí         | Název                  | Délka |
| -------------- | ---------------------- | ----- |
| 1.             | Kazoo or die!          | 3:57  |
| 2.             | Pravidla českýho punku | 3:55  |
| 3.             | Tma pod svícnem        | 3:14  |
| 4.             | Neuhneme, nebudeme     | 3:19  |
| 5.             | Poslední exemplář      | 3:14  |
| 6.             | Svatá Martina          | 3:39  |
| 7.             | Čtvrtý odboj           | 2:58  |
| 8.             | Pasu stádo ovcí        | 2:38  |
| 9.             | RomSka                 | 3:44  |
| 10.            | Je mi to líto          | 3:29  |
| 11.            | Duhový most            | 5:59  |
| 12.            | Shemale                | 3:40  |
| 13.            | Narozeniny             | 2:01  |
| 14.            | Svět neúspěchu         | 2:35  |
| 15.            | Promarněný životy      | 3:29  |
| Celková délka: | Celková délka:         | 52:11 |